# Bigger (canção de Backstreet Boys)
"Bigger" é o segundo single do sétimo álbum do grupo estadunidense Backstreet Boys intitulado This Is Us. Lançado em novembro de 2009, é co-escrita e produzida por Max Martin , responsável pelo maior hit da banda "I Want It That Way".

## Sobre o videoclipe
O videoclipe de "Bigger" foi filmado no início de outubro de 2009 enquanto a banda promovia o álbum This Is Us em Tóquio, Japão. Dirigido por Frank Borin,[carece de fontes?] o vídeo foi lançado primeiramente no dia 2 de novembro de 2009 na página oficial do grupo no YouTube.  O videoclipe consiste basicamente em mostrar os membros da banda andando pelas ruas e lugares da cidade enquanto cantam.

## Faixas e formatos
Estes são os principais formatos de "Bigger":
CD Single Europeu
1. "Bigger" — 3:15
2. "Straight Through My Heart" (Dave Aude Club) — 6:39

Promo Europeu
1. "Bigger" (Main) - 3:16
2. "Bigger" (Instrumental) - 3:16

Maxi-Single Europeu
1. "Bigger" — 3:15
2. "Straight Through My Heart" (Jason Nevins Mixshow Remix) — 5:35
3. "On Without You" — 3:36
4. "Bigger" (Video) — 3:22

## Desempenho nas paradas
| Parada (2009) | Posição mais alta |
| ------------- | ----------------- |
| Japan Hot 100 | 69                |
| Eslováquia    | 56                |